# بارك مين-سيو
بارك مين-سيو (هانغل: 박민서) هو لاعب كرة قدم كوري جنوبي في مركز الهجوم، ولد في 30 يونيو 1998 في كوريا الجنوبية. لعب مع Asan Mugunghwa FC ‏.

## وصلات خارجية
- بارك مين-سيو على موقع دوري كوريا الجنوبية (الإنجليزية)
- بارك مين-سيو على موقع قاعدة بيانات كرة القدم.إي يو (الإنجليزية)
- بارك مين-سيو على موقع Soccerway.com (الإنجليزية)